# Dani Levy
Dani Levy (* 17. listopad 1957, Basilej) je švýcarský režisér, herec a scenárista židovského původu.

## Životopis
Dani Levy pracoval v mládí v cirkusu jako akrobat a klaun a poté se v roce 1977 dostal k divadlu a stal se hercem. Poté, co se v roce 1980 vrátil ze svého pobytu v USA, seznámil se v Berlíně s německou herečkou Anjou Franke 1979, se kterou začal natáčet své první filmy. Jako herec se dostal do povědomí (především švýcarských) diváků díky roli Pepperoniho v televizním seriálu Motel.
V roce 1994 založil s Tomem Tykwerem, Stefanem Arndtem a Wolfgangem Beckerem producentskou firmu X-Filme.

## Filmy
- Das Leben ist zu lang (2010)
- Joshua (2009)
- Německo 09 (2009)
- Můj Vůdce: Skutečně skutečná skutečnost o Adolfu Hitlerovi (2007)
- Alles auf Zucker! (2004)
- Väter (2002)
- Das Geheimnis (1999)
- Meschugge (1998)
- Stille Nacht (1995)
- Ohne Mich (1993)
- I Was On Mars (1992)
- RobbyKallePaul (1989)
- Du mich auch (1986)

## Ocenění
- Bavorská filmová cena (za film Meschugge, 1999)
- Cena Ernsta Lubitsche (za film Alles auf Zucker!, 2005)
- Německá filmová cena (2005)